# Carl Ludwig Engel

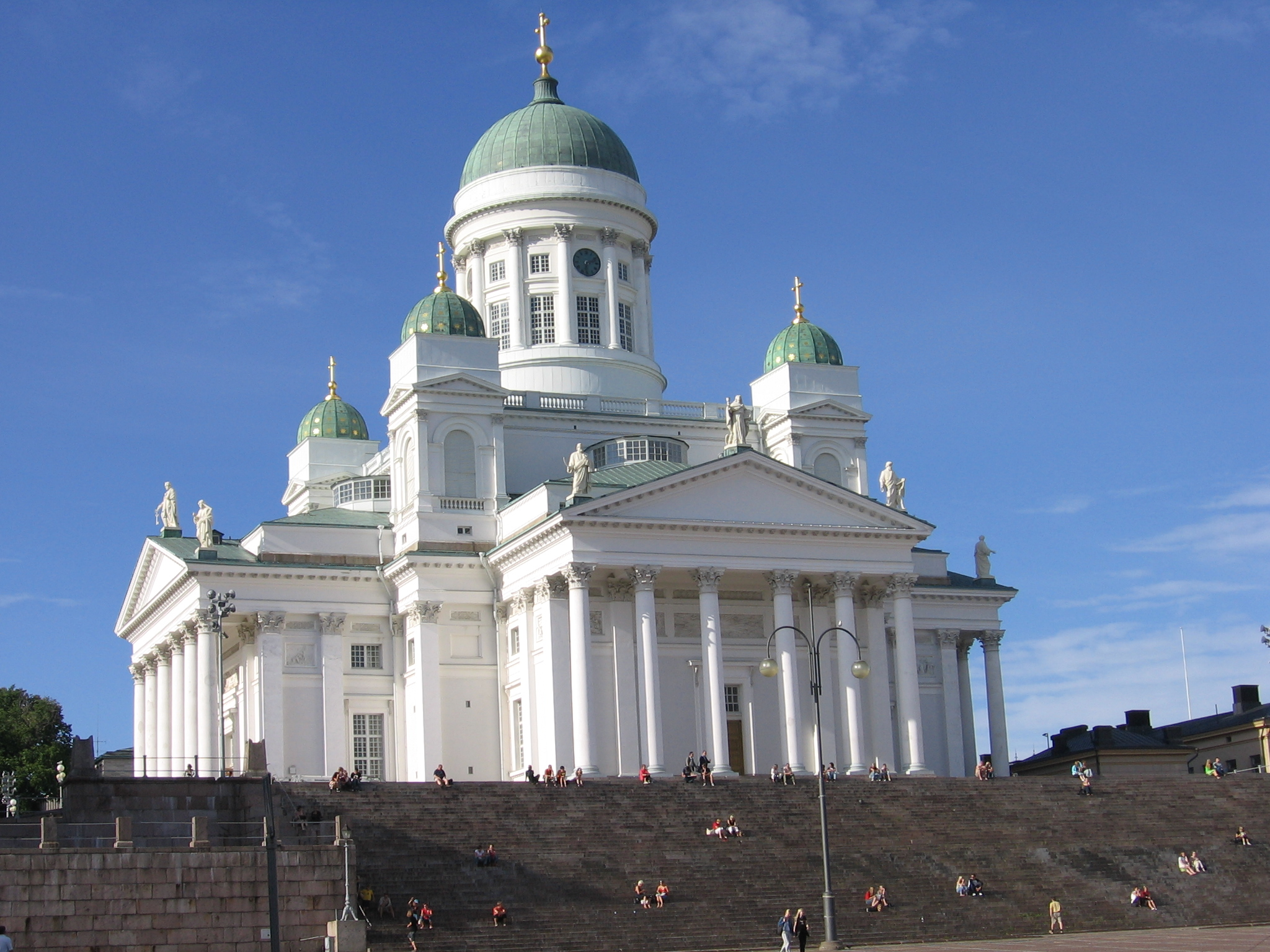
Katedra w Helsinkach

Johann Carl Ludwig Engel (ur. 3 lipca 1778 w Berlinie, zm. 14 maja 1840 w Helsinkach) – niemiecki architekt, przedstawiciel klasycyzmu, działający od 1816 w Finlandii. Jego dziełem jest Plac Senatu w Helsinkach z gmachami senatu (1822–1828), uniwersytetu (1828–1832), biblioteki uniwersyteckiej (1836–1845) i katedrą luterańską (1830–1852).

## Życiorys
Pomimo studiów architektonicznych w Berlinie (razem z Karlem Friedrichem Schinklem), nie należał do kręgu młodych adeptów architektury skupionych wokół Friedricha Gilly'ego. W 1809 rozpoczął pracę jako architekt miejski w Revalu.
W 1814 zaczął przygotowywać projekty dla zleceniodawców fińskich. W 1814 zaprojektował drewniany dom Saarela (spalony podczas II wojny światowej) dla rosyjskiego gubernatora Finlandii Fabiana Gottharda von Steinheila a w latach 1816–1818 obserwatorium dla uniwersytetu w Turku. W 1816 car Aleksander I Romanow mianował go architektem komitetu odbudowy w Helsinkach, które od 1812 były nową stolicą kraju.
Pierwszy plan nowej stolicy opracował Johan Albrecht Ehrenström (1762–1847), projektując Plac Senatu z rezydencją gubernatora carskiego, gmachem senatu fińskiego na wschodzie (symbolem niezależności autonomicznej Finlandii od Rosji) i kościołem luterańskim na północy (symbolem niezależności od Rosyjskiego Kościoła Prawosławnego). Engel wzorował się na koncepcji Ehrenströma, proponując zabudowę w stylu neoklasycznym. Budowa gmachu senatu trwała od 1822 do 1828 – po wschodniej stronie placu powstał trójskrzydłowy budynek z fasadą i kopułą inspirowaną rzymskim Panteonem. W trakcie prac nad senatem, w 1827 w Turku wybuchł wielki pożar, który stał się pretekstem do przeniesienia uniwersytetu do Helsinek. Engel zaprojektował nową siedzibę uczelni po zachodniej stronie placu, wzorując się na greckiej świątyni Apolla – styl rzymski zarezerwowany był dla budynku senatu – kolumny jońskie wzniesiono na wzór Erechtejonu (świątyni na ateńskim Akropolu, poświęconej Posejdonowi i Atenie). Gmach uniwersytetu był gotowy w 1832. Budowa kościoła ruszyła w 1830 i została ukończona w 1852, za panowania następcy cara Aleksandra I, jego brata Mikołaja I i po śmierci Engla. Między gmachem uniwersytetu a kościołem, w latach 1836–1845 wzniesiono nową bibliotekę uniwersytecką w stylu rzymskim, której wnętrza przypominają architekturę łaźni rzymskich.
Ponadto Engel zaprojektował wiele innych budynków użyteczności publicznej, a także domów prywatnych i kościołów. W 1824 Engel został generalnym intendentem budownictwa publicznego na terenie Finlandii.